# Reroute to Remain
Reroute to Remain er det sjette studiealbum af det svenske melodiske dødsmetal-band In Flames, som blev udgivet i september 2002 gennem Nuclear Blast. Dette var bandets første album, der ikke var produceret af Fredrik Nordström eller indspillet i hans studie, Studio Fedman. 
Albummet viste musikalsk en mere eksperimenterende lyd, som en øget vægt på det elektroniske med indflydelse fra nu metal scenen. De bibeholdt dog deres karakteristiske riffs og melodiske præg. Reroute to Remain var også bandets første album, der brød ind på de amerikanske hitlister, hvor det blev placeret som nummer 13 på Top Independent Albums-listen. "Cloud Connected" endte også med at blive In Flames' første single nogensinde.   

## Spor
1. "Reroute to Remain" – 3:53
2. "System" – 3:39
3. "Drifter" – 3:10
4. "Trigger" – 4:58
5. "Cloud Connected" – 3:40
6. "Transparent" – 4:03
7. "Dawn of a New Day" – 3:40
8. "Egonomic" – 2:36
9. "Minus" – 3:45
10. "Dismiss the Cynics" – 3:38
11. "Free Fall" – 3:58
12. "Dark Signs" – 3:20
13. "Metaphor" – 3:39
14. "Black & White" – 3:33

## Fodnoter
1. ↑  All Music Guide: Reroute to Remain
2. ↑  "In Flames på billboard.com". Arkiveret fra originalen 29. januar 2009. Hentet 29. januar 2009.